# Corophium bonelli
Corophium bonelli är en kräftdjursart som beskrevs av Milne-Edwards 1830. Corophium bonelli ingår i släktet Corophium och familjen Corophiidae. Inga underarter finns listade i Catalogue of Life.